# Charles Sherwood Stratton

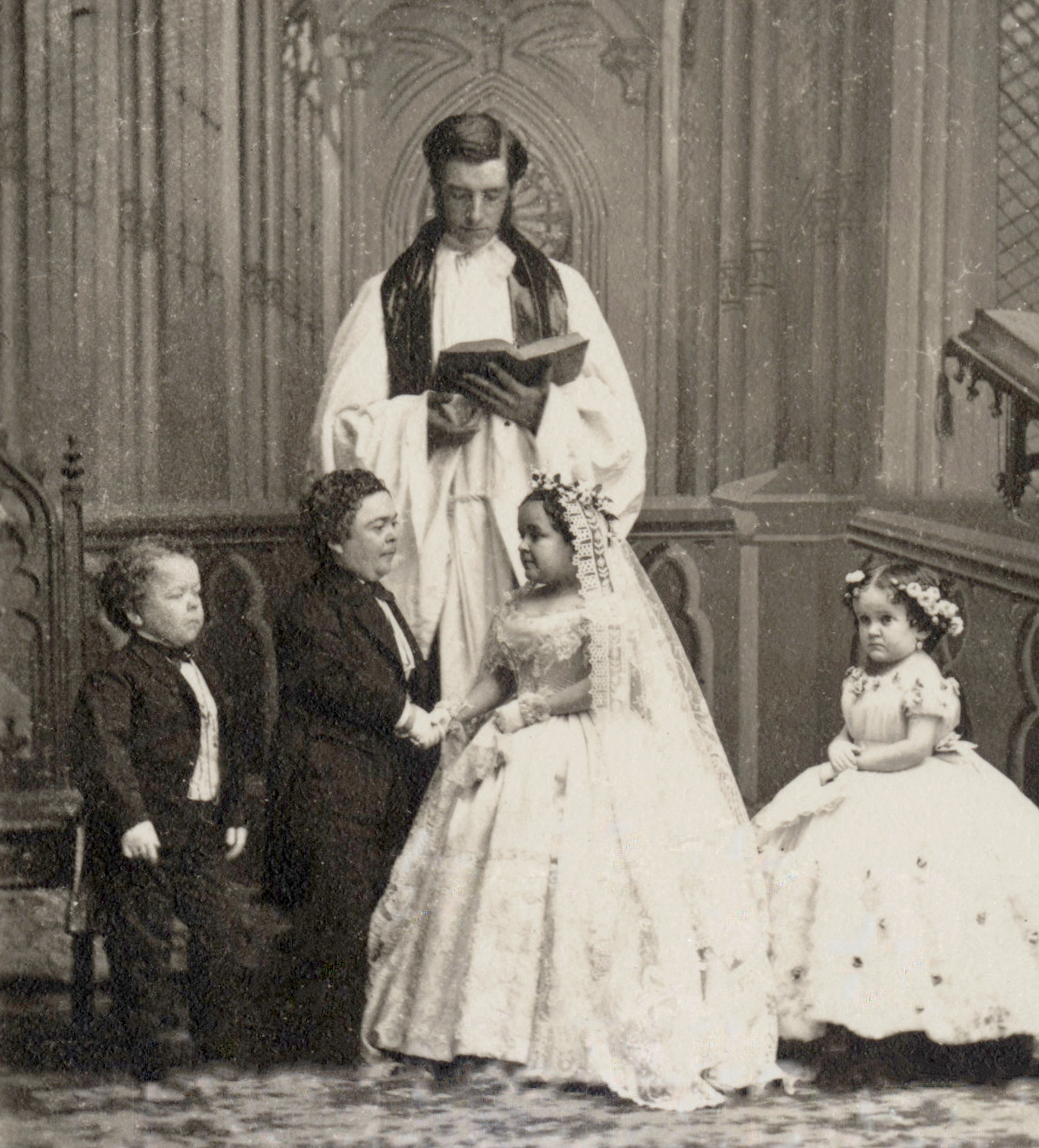
Charles Sherwood Strattons bröllop med Lavinia Warren.

Charles Sherwood Stratton, med artistnamnet General Tom Thumb, född 4 januari 1838 i Bridgeport, Connecticut, död 15 juli 1883 i Bridgeport, Connecticut, var en amerikansk kortvuxen cirkusartist som blev berömd tack vare cirkuspionjären P.T. Barnum.
Stratton var 4 år och son till en snickare från Bridgeport, Connecticut, när Barnum träffade honom för första gången. Han var då 64 cm lång och vägde bara 7 kg (hans slutgiltiga längd blev 90 cm). Barnum lärde honom att sjunga, dansa och uppträda och gjorde honom internationellt känd tack vare en turné i Europa åren 1844-1847. 
Strattons bröllop den 10 februari 1863 med en annan dvärg, Lavinia Warren, blev en förstasidesnyhet. De stod på en flygel i Grace Episcopal Church i New York och tog emot ca 2 000 gäster. De mottogs sedan som hedersgäster i Vita huset hos president Abraham Lincoln. 
Lavinia poserade på bilder med ett barn, som påstods vara deras biologiska dotter, men det hela tycks ha varit en bluff. 
Charles Sherwood Stratton avled till följd av ett slaganfall 1883.